# Kernera saxatilis
Kernera saxatilis là một loài thực vật có hoa trong họ Cải. Loài này được (L.) Sweet mô tả khoa học đầu tiên năm 1826.